# Đikeniš
Đikeniš odnosno Džikeniš (mađ. Gyékényes) je pogranični gradić u južnoj zapadnoj Mađarskoj.
Zauzima površinu od 33,76 km četvornih.

## Zemljopisni položaj
Nalazi se na 46° 14′ 8,63″ sjeverne zemljopisne širine i 17° 0′ 33,8″ istočne zemljopisne dužine. Proteže se u pravcu sjeverozapad-jugoistok. Na zapadnom se kraju dira granicom s RH, a ostalim je dijelom 1 km od granice.
Zakon i Zákányfalu su sjeverozapadno, Supal je sjeverno, Porrog i Sekral su sjeverno-sjeveroistočno, Čurguj je sjeveroistočno i istočno, Brežnjica je jugoistočno. Od naselja u Hrvatskoj, Gola i Novačka su jugoistočno, Otočka je južno a Gotalovo jugozapadno. Od Drave je u najbližem dijelu udaljen 2 km.

## Upravna organizacija
Nalazi se u Čurgujskoj mikroregiji u Šomođskoj županiji. Poštanski broj je 8851.

## Povijest
Đikeniš se prvi put spominje 1380. godine. Nakon pada Velike Kaniže 1600. u ratu protiv Turaka, Turci su zauzeli ovo selo. Tek oko kraja druge opsade Beča koncem 17. st. ovaj je kraj ponovo došao pod kršćansku vlast.
1859. u velikom je požaru izgorio veliki dio sela. Nešto poslije nastao je današnji Džikeniš spajanjem dvaju sela Donjeg Đikeniša (Alsógyékényes) i Gornjeg Đikeniša (Felsőgyékényes).
1870. otvorena je željeznička pruga koja je vodila iz Đikeniša prema Zagrebu. To je bilo 5. siječnja. Pruga je vodila od Budimpešte prema Rijeci (željeznička pruga Budimpešta – Dumvar – Pečuh, zatim prugama Dumvar – Đikeniš i Velika Kaniža – Barča – Pečuh).
Od 1996. dijelom je nacionalnog parka Dunav – Drava.

## Kultura
- rimokatolička crkva građena u klasicističkom stilu; oltar joj je 1886. oslikao mađarski slikar Károly Jakobey
- evangelička crkva u neogotičkom stilu iz 1887., prema nacrtu Valentina Morandinija[4]

## Promet
Željezničko je čvorište. 
Završna je postaja na željezničkoj pruzi Dumvar – Đikeniš. Južno od Đikeniša, uz granicu s Hrvatskom, prolazi pruga Velika Kaniža – Pečuh.

## Znamenitosti
Ondje se zajedno s Kotróm nalazi poznata šljunčara (Kiesgrube), vodno tijelo nastalo iskopavanjem šljunka i pijeska, a pripada zaštićenom području.

## Stanovništvo
Đikeniš ima 1075 stanovnika (2001.). Skoro svi su Mađari. 2,7% je Roma.

## Vanjske poveznice
- (mađarski) Gyékényes honlapja  Arhivirana inačica izvorne stranice od 20. svibnja 2017. (Wayback Machine)
- (mađarski) Zračne snimke
- (mađarski) Mostovi u Đikenišu